# Marjaghal
Marjaghal (persiska: مرجغل) är en ort i Iran.   Den ligger i provinsen Gilan, i den nordvästra delen av landet, 250 km nordväst om huvudstaden Teheran. Marjaghal ligger 1 meter över havet och antalet invånare är 6 795.
Terrängen runt Marjaghal är platt.Runt Marjaghal är det ganska tätbefolkat, med 111 invånare per kvadratkilometer. Närmaste större samhälle är Rasht, 19,1 km öster om Marjaghal. Trakten runt Marjaghal består till största delen av jordbruksmark.